# Эрнст, Ганс-Дитрих
Ганс-Дитрих Эрнст (нем. Hans-Dietrich Ernst; 3 ноября 1908, Оппельн, Германская империя — 23 ноября 1986, Лер, ФРГ) — немецкий юрист, штурмбаннфюрер СС, командир полиции безопасности и СД в Анже, ответственный за депортацию евреев в концентрационные лагеря. После войны был заочно приговорён к смертной казни во Франции.

## Биография
Ганс-Дитрих Эрнст родился 3 ноября 1908 года в семье судьи. После окончания школы изучал юриспруденцию и в 24 года закончил обучение. 1 декабря 1932 года (по другим источникам, в 1934 году) вступил в НСДАП (билет № 1413114). Эрнст работал в городских администрациях Гамбурга и Берлина. Вскоре после завершения Аншлюса и до конца 1939 года состоял в отделении рейхскомиссара по делам «воссоединения Австрии с германским Рейхом». Впоследствии работал в качестве правительственного советника в администрации гамбургского сената. В 1940 году стал заместителем районного администратора в Тегеле в округе Карлсбад.

### Служба во Франции
С июня 1940 года Эрнст был назначен на должность военно-административного служащего в Даксе, а с 1941 года — в Бордо, референтом по полицейским делам в местной полевой комендатуре. В начале июня 1942 года стал командиром полиции безопасности и СД в Анже. Под его руководством 20 июля 1942 года состоялась депортация 824 евреев из Анже в концлагерь Освенцим. Также был причастен к депортации 8463 французов и примерно 2000 евреев. В августе 1944 года в связи с наступлением союзников Эрнст оставил пост и бежал из Анже. С сентября по ноябрь 1944 года служил в департаменте Вогезы. В рамках операции «Вальдфест» айнзацкоманда Эрнста принимала участие в пытках, в массовых депортациях гражданского населения в концлагеря или на принудительные работы, поджогах домов и населённых пунктов, особенно в Муссе и Сен-Дье. Кроме того, его подразделение расстреляло по меньшей мере 8 пленённых британских парашютистов и спрятала их тела в лесу.

### После войны
После окончания войны был арестован американцами, но позже бежал из лагеря для интернированных. Скрывался в Лейпциге, где был арестован представителями советских оккупационных сил. Эрнст был приговорён военным трибуналом к 20 годам трудовых лагерей. Отбывал наказание в Воркутлаге. В 1956 году он был освобождён по амнистии. Во время его заключения 19 января 1950 года суд в Меце заочно приговорил Эрнста к смертной казни и 13 ноября 1954 года суд в Париже тоже заочно вынес ему смертный приговор.
Жена Эрнста полагала, что супруг пропал в советском плену, поэтому она возбудила процесс денацификации, в которой выступала представителем своего мужа. Без определённого свидетельства у неё не было возможности получить выплаты, которые ей полагались как жене бывшего госслужащего на основании 131 статьи. Сам же Эрнст был классифицирован как «сторонник национал-социализма» и в качестве наказания он был понижен с высшего правительственного советника до правительственного советника, при этом он в течение пяти лет не имел права занимать государственный пост.
После освобождения приехал в Лер и получил компенсацию от администрации района в размере 5520 немецких марок. По инициативе Центрального отдела правовой защиты Ассоциация репатриированных и военнопленных предупредила Эрнста насчёт въезда во Францию. Осенью 1956 года объявился подчинённый Эрнста из Анже — заместитель Антон Брюкле, который сообщил ему о многочисленных судебных процессах во Франции, в котором его и Эрнста обвиняли в военных преступлениях. В отличие от Эрнста, Брюкле предстал перед судом и был осуждён, но в 1955 году был помилован. Эрнст же был заочно приговорён к смертной казни и Брюкле, узнав о том, что его шеф вернулся, нашёл его, чтобы предупредить о заочном осуждении.
В 1958 года Эрнст окончательно обосновался в Лере и получил разрешение на адвокатскую деятельностью. В своей заявке на разрешение — в графе о службе во время войны — он указал только пару строк, что служил во Франции. Вопросов об этом ему никто не задавал. Таким образом, в 1964 году он стал нотариусом. 
С 1965 года он был известен в Центрально-земельном управлении Людвигсбурга по расследованию нацистских преступлений, и его выследили охотники за нацистами Серж и Беата Кларсфельды. На слушаниях в марте 1977 года сам Эрнст подтверждал депортацию евреев, но заявил, что не знал о конкретном месте назначения, так как сначала все поезда отправлялись в транзитный лагерь Дранси. Серж Кларсфельд предоставил материал по делу Эрнста министру юстиции Хансу-Йохену Фогелю, который отправил их на рассмотрение в окружной суд в Ольденбурге. В результате решением суда Ольденбурга Эрнст был лишён лицензий на юридическую практику в качестве адвоката и нотариуса, но после повторного судебного разбирательства лицензии были возвращены. В связи с протестами французов и Кларсфельдов в Лере он опять сдал обе лицензии в 1981 году. После предварительных расследований прокуратура Ауриха в 1981 году обвинила Эрнста в депортации евреев, но всё же окружной суд Ауриха отклонил основные процедуры по его делу. Все дальнейшие попытки правосудия наказать Эрнста за содеянное потерпели неудачу и срывались из-за плохого самочувствия обвиняемого. Эрнст скончался в ноябре 1986 года (по другим источникам, в марте 1991 года).

## Комментарии
1. ↑  Операция Вальдфест была направлена против французского движения сопротивления в горах Вогезы. В операции принимали участие подразделения вермахта, гестапо и СС.
2. ↑  Статья 151 регулировала правовой статус госслужащих, принятых на работу до 8 мая 1945 года. Цель статьи — обеспечение прав чиновников, которые не были активными участниками нацистского режима.